# Daniel Opazo
Daniel Hernán Opazo (8 novembre 1996) è un calciatore argentino, attaccante del Real Potosí.

## Caratteristiche tecniche
È un centravanti.